# Stadion Mladost w Lučani
Stadion Mladost – wielofunkcyjny stadion w Lučani, w Serbii. Obiekt może pomieścić 8000 widzów. Swoje spotkania rozgrywają na nim piłkarze klubu Mladost Lučani.